# Псевдо-Маврикий
Псевдо-Маврикий е условен псевдоним, с който в научната литература е прието да се нарича неизвестен по име византийски военачаник, военен теоретик и автор от края на 6 и началото на 7 век.
Псевдо-Маврикий е авторът на обширния военен трактат „Стратегикон“, който дава ценна информация за славяните. От съдържанието на съчинението става ясно, че авторът му е военачалник или император, който е воювал срещу славяните. И до днес в историческата наука не е изяснено кой се крие под този псевдоним - неизвестен ромейски офицер или самият император Маврикий. На повечето от запазените ръкописи на „Стратегикона“ стои името на император Маврикий, но на един ръкопис е посочено името Урбикий.